# Harald zur Hausen
Harald zur Hausen (Gelsenkirchen, 11 de março de 1936 – Heidelberg, 28 de maio de 2023) foi um médico alemão. Pelo seu estudo sobre o vírus do papiloma humano foi galardoado com o Nobel de Fisiologia ou Medicina de 2008.

## Carreira
Realizou pesquisas sobre o câncer do colo do útero, onde descobriu o papel do vírus do papiloma humano, pelo qual recebeu o Prêmio Nobel de Medicina em 2008, juntamente com Françoise Barré-Sinoussi e Luc Montagnier. Zur Hausen estudou nas universidades de Bonn, Hamburgo e Düsseldorf e obteve seu doutorado em 1960.
Ele então trabalhou como médico assistente e dois anos depois ingressou no Instituto de Microbiologia da Universidade de Düsseldorf como assistente científico. Após três anos e meio, mudou-se para a Filadélfia, EUA, e trabalhou nos laboratórios virais do Hospital Infantil e como professor assistente na Universidade da Pensilvânia. Em 1969 tornou-se professor titular na Universidade de Würzburg, onde trabalhou no Instituto de Virologia. Em 1972 mudou-se para a recém-fundada Universidade de Erlangen-Nüremburg, e em 1977 mudou-se para a Universidade de Freiburg (Breisgau).
De 1983 a 2003 zur Hausen foi presidente e membro do conselho científico do Centro de Pesquisa do Câncer da Alemanha (DKFZ). É também editor-chefe do International Journal of Cancer.
Seu campo específico de pesquisa foi a origem do câncer causado por infecções virais. Em 1976 publicou a hipótese de que o papilomavírus humano desempenhava um papel importante na causa do câncer do colo do útero. Seu trabalho científico, juntamente com o da epidemiologista colombiana Nubia Muñoz, levou ao desenvolvimento de uma vacina contra esse vírus que chegou ao mercado em 2006.
Recebeu o Prêmio Internacional da Fundação Gairdner em 2008, por suas contribuições à ciência médica, e o Prêmio Nobel de Medicina no mesmo ano, juntamente com Françoise Barré-Sinoussi e Luc Montagnier.

## Morte
Morreu em 28 de maio de 2023, aos 87 anos, na cidade de Heidelberg.

## Livros
- Cornwall, Claudia Maria (2013). Catching cancer : the quest for its viral and bacterial causes. Lanham: Rowman & Littlefield Publishers. ISBN 978-1-4422-1522-1. OCLC 834582359

- Gegen Krebs – die Geschichte einer provokativen Idee. Rowohlt Verlag, Hamburg 2010, ISBN 978-3-498-03001-8 (Rezension:[6]).
- Was tun gegen Krebs? Audio-CD, 76 Minuten. Konzeption e Regie: Klaus Sander. Erzähler: Harald zur Hausen. Supposé, Berlim 2008, ISBN 978-3-932513-84-8.
- Infections Causing Human Cancer. Wiley-VCH, Weinheim 2006, ISBN 978-3-527-31056-2.
- Genom und Glaube. Der unsichtbare Käfig. Springer, Berlim 2001.
- Papillomviren als Krebserreger. Em: Geburtshilfe und Frauenheilkunde Vol. 58, Nr. 6 (1998), S. 291–296. (PDF)

## Prêmios
- Prêmio Charles S. Mott (1986)
- Prêmio Paul Ehrlich e Ludwig Darmstaedter (1994)
- Prêmio William B. Coley (2006) (com Ian Frazer)
- AACR Award for Lifetime Achievement in Cancer Research (2008)
- Prêmio Internacional da Fundação Gairdner (2008)
- Nobel de Fisiologia ou Medicina (2008)